# Distretto di Cochabamba (Huánuco)
Il distretto di Cochabamba  è uno dei quattro  distretti della provincia di Huacaybamba, in Perù. Si trova nella regione di Huánuco e si estende su una superficie di 686.95 chilometri quadrati.